# Coswig (Sajonia)
Coswig [ˈkɔsvɪç] es una ciudad perteneciente al distrito de Meißen, en el estado federado de Sajonia, Alemania. Situada a orillas del río Elba, 13 km al noroeste de Dresde, a lo largo de los años ha crecido hasta quedar prácticamente unida a la misma a través de Radebeul. En el siglo XV, Coswig era una anteiglesia cuyos habitantes se dedicaban a la vitivinicultura. Con la construcción del ferrocarril Dresde-Leipzig en 1839, la localidad creció paulatinamente hasta obtener el rango de ciudad 100 años después.
En la actualidad, junto al núcleo poblacional originario, forman parte de la localidad los barrios de Kötitz, Neucoswig, Brockwitz, Sörnewitz y Neusörnewitz. El más antiguo de ellos es Brockwitz, que ya aparece mencionado en un documento de 1013.

## Sitios de interés

### Iglesia de San Nicolai
Con su torre de 52 m de altura, la Iglesia de San Nicolai, o su nombre en alemán: St. Nicolai (Coswig) da forma al paisaje urbano de Coswig. El edificio más antiguo de Coswig se mencionó por primera vez en 1150.
En esta iglesia, hubo a menudo destrucción debido a las guerras en el territorio, reconstrucciones posteriores y ampliaciones de edificios; por tanto, se encuentran elementos de los tres estilos arquitectónicos románico, gótico y barroco en la iglesia. La Iglesia Coswig también se llama la iglesia con muchas puertas, porque tanto los príncipes como los residentes ricos de la ciudad tenían cada uno su propia puerta como acceso a la iglesia. El órgano, las vidrieras y la campana se encuentran entre los representantes más antiguos de su tipo en toda Sajonia-Anhalt.

### Ayuntamiento
El ayuntamiento o su nombre en alemán Rathaus Coswig, mencionado por primera vez en 1490. Después de la demolición de la cervecería existente en el hastial del ayuntamiento, se creó la plaza del mercado en este punto. Un estanque de extinción de incendios existe en la plaza del mercado desde 1941. Esto se completó nuevamente en 1998 después del rodaje de una parte de la película de DEFA "Spur der Steine" y desde entonces sirvió como un mercado.
En la Guerra Esmalcalda (Schmalkaldischen Krieg) de 1547, el ayuntamiento fue destruido junto con muchos otros edificios de la ciudad. La reconstrucción fue realizada en 1560 por el príncipe Wolfgang en estilo renacentista.
La forma actual del ayuntamiento está marcada por la ampliación de 1912. Alrededor de 1937, la cámara del consejo fue rediseñada por el arquitecto berlinés Hans Dustmann. El escudo de armas de la ciudad con reloj de sol se adjuntó a la torre alrededor de 1969. En 1976 se llevaron a cabo otras obras importantes con el diseño de la oficina de registro y la sala del alcalde, y más recientemente en 2006 con la renovación de la fachada del ala oeste.
Hoy en día, el ayuntamiento alberga, entre otras cosas, la oficina de ciudadanía y la información de la ciudad, el área del alcalde, el departamento de finanzas, la oficina de registro de residentes y la oficina de registro.

## Patrimonio Mundial de la UNESCO en la región

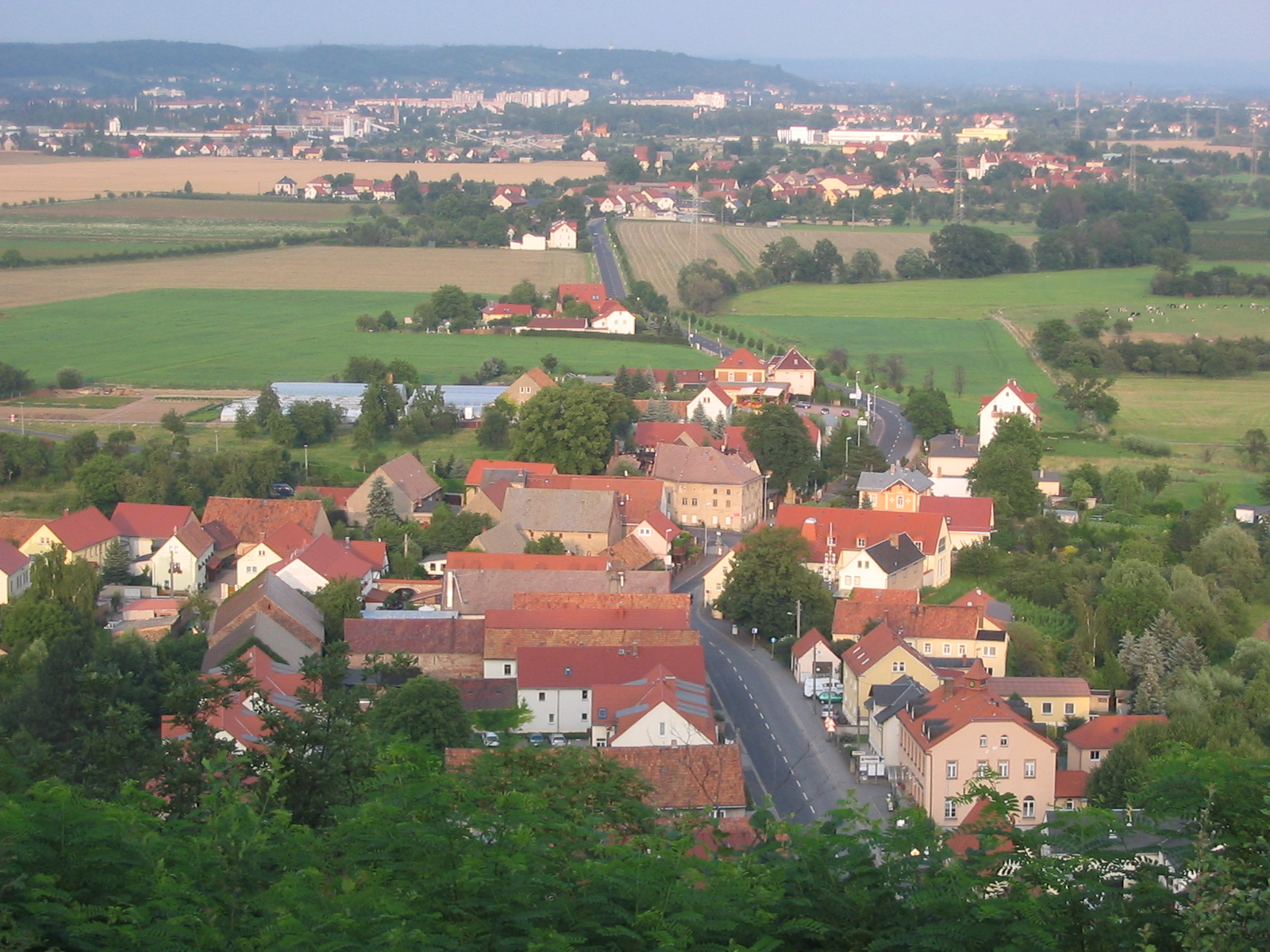
En primer plano Sörnewitz; al fondo, Coswig.

En un radio de solo 35 kilómetros hay tres sitios del patrimonio cultural mundial otorgados por la Comisión de la UNESCO y un área protegida por la UNESCO: los monumentos a Lutero en Wittenberg, la Bauhaus y las casas maestras y arcadas en Dessau-Roßlau, el Reino de los jardines de Dessau-Wörlitz. y la Reserva de la Biosfera del Elba Medio de la UNESCO.

## Cultura
Desde 2021, funciona el Projektraum Coswig, un espacio dedicado al arte contemporáneo y la experimentación interdisciplinaria.  En este lugar se realizan residencias artísticas, exposiciones, talleres y actividades abiertas al público, con participación de artistas locales e internacionales. El proyecto ha recibido apoyo de la Kunststiftung Sachsen-Anhalt.

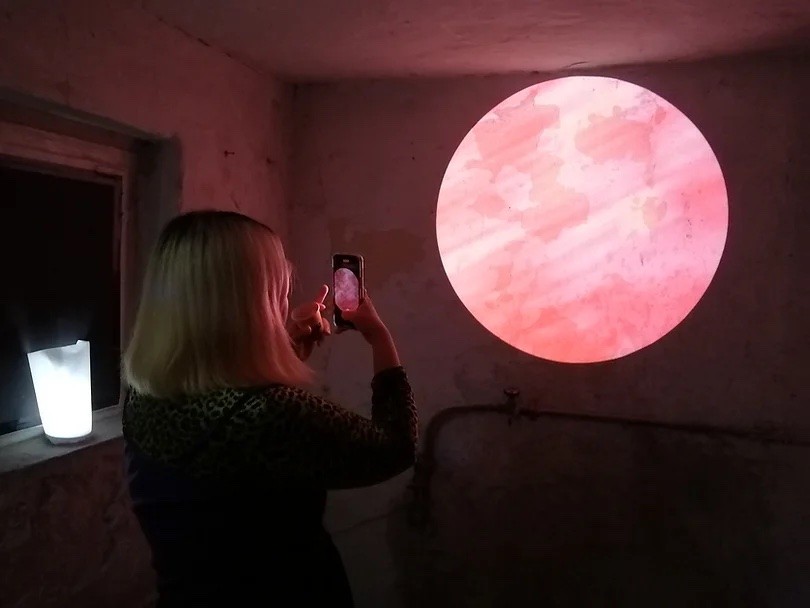
Exhibición de arte en marco de Flusslab
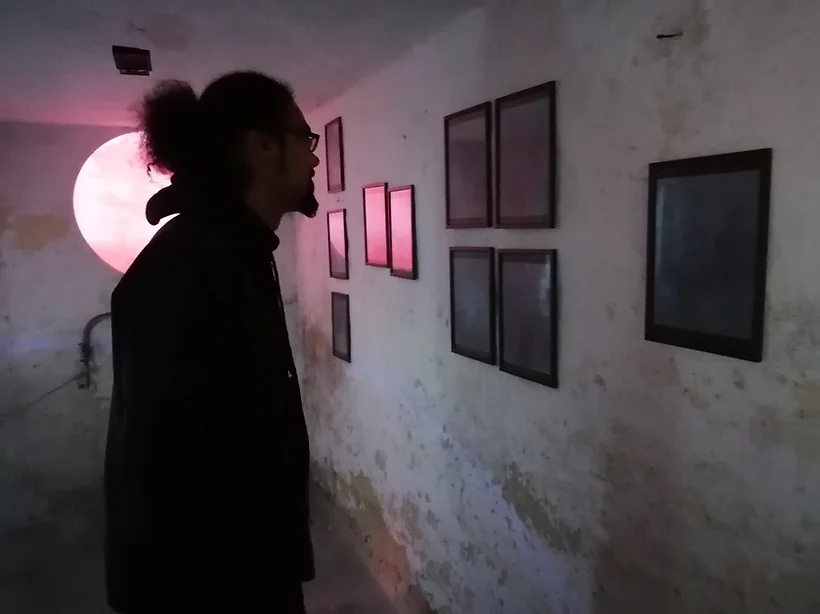
Exhibición de arte en marco de Flusslab
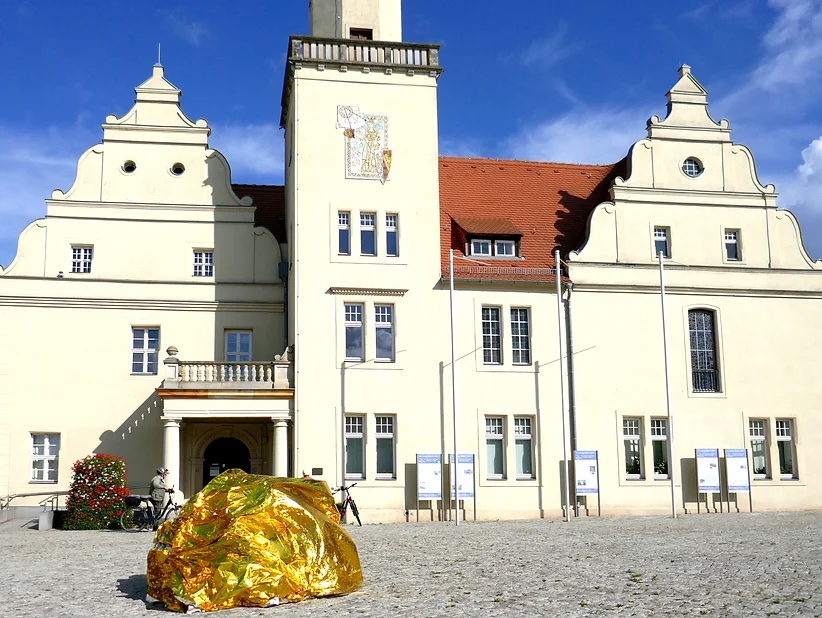
Intervención artistica en el Rathaus Coswig en marco de la residencia de arte Flusslab